# کانو (بازیکن فوتبال، زاده ۱۹۸۴)
آنتونیو ادواردو پریرا دوس سانتوس بازیکن فوتبال اهل برزیل است 